# Colcarteria yessabah
Colcarteria yessabah là một loài nhện trong họ Desidae.
Loài này thuộc chi Colcarteria. Colcarteria yessabah được miêu tả năm 1992 bởi Gray.